# Скерневице (станция)
Скерневице  или  Скерниевице (пол. Skierniewice) — узловая пассажирская и грузовая железнодорожная станция в городе Скерневице, в Лодзинском воеводстве Польши. Имеет две платформы и три пути. Относится по классификации к категории B, т.е. обслуживает от 1 до 2 миллионов пассажиров ежегодно.
Станция 1 класса построена на линии Варшаво-Венской железной дороги и открыта 1 октября (19) сентября 1845 году, когда город Скерневице (Скерневицы) был в составе Царства Польского. Теперь существующее здание вокзала построили в 1873 году, тогда же устроены две платформы при вокале и между линиями дороги, исполнены постройки на площади перед пассажирским зданием.
В 1884 году капитально отремонтировано пассажирское здание, с устройством ламповой.В 1889 году у станции 2 кл и в этом же году перестроена промежуточная платформа из гравия в каменную с покрытием бетонными плитами системы Деверса 3000х28/7.

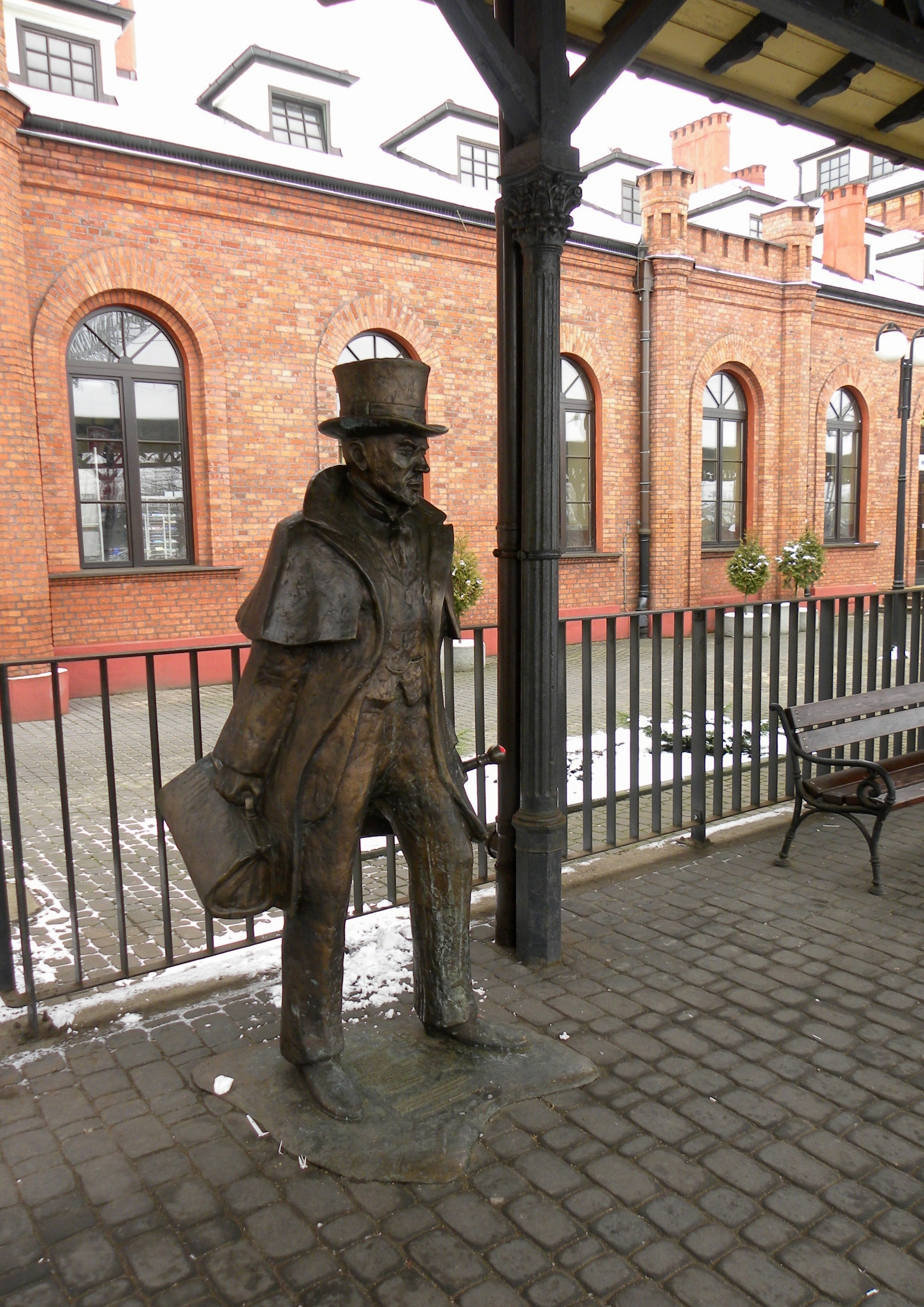
Памятник Станиславу Вокульскому на платформе станции Скерневице

Построенное вместе со станцией Паровозное депо Скерневице использовалось железной дорогой с 1845 года до начала 90-х годов XX столетия, зато с 1994 года действует в нём музей железнодорожного транспорта.В 1877 году при депо устроен поворотный круг и в 1879 году паровозное здание расширено на 6 мест.

В 1859 году от станции был проложен подъездной путь к Лышковицкому сахарному заводу в Кренче длиною 0,596 вер.
В 2010 году на платформе №1, перед зданием вокзала, был установлен памятник главному герою романа Болеслава Пруса «Кукла» Станиславу Вокульскому работы скульптора Роберта Собоциньского.